# یواس‌اس پپروود (ای‌ان-۳۶)
یواس‌اس پپروود (ای‌ان-۳۶) (به انگلیسی: USS Pepperwood (AN-36)) یک کشتی بود که طول آن ۱۶۳ فوت ۲ اینچ (۴۹٫۷۳ متر) بود. این کشتی در سال ۱۹۴۱ ساخته شد.